# Survivalspil
Survivalspil er computerspil hvor det primære mål er at overleve. Nogle populære spil i denne kategori omfatter Unturned, Terraria, Minecraft, Rust, ARK: Survival Evolved og DayZ.
Disse spil spilles ofte online sammen med andre spillere.
| computerspil | Spire Denne computerspilsrelaterede artikel er en spire som bør udbygges. Du er velkommen til at hjælpe Wikipedia ved at udvide den. |